# Война токов

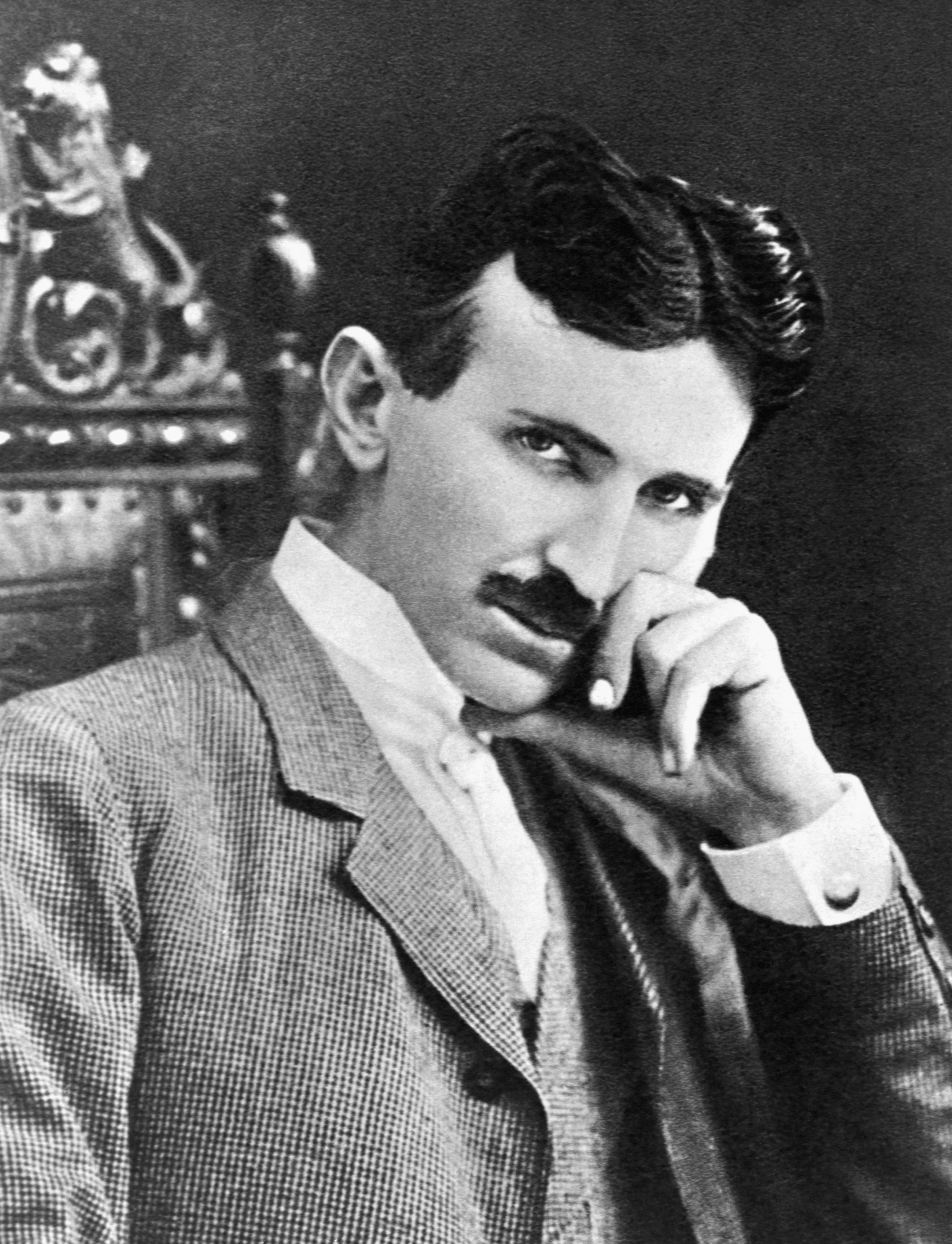
Н. Тесла.

Война токов (англ. War of the currents), также иногда называемая «битвой токов» (англ. Battle of the currents) — серия событий, связанных с внедрением конкурирующих систем передачи электроэнергии в конце 1880-х — начале 1890-х годов. Она выросла из внедрения двух систем освещения, разработанных в конце 1870-х и начале 1880-х годов. Первая система освещения улиц основывалась на дуговых лампах, работающих на переменном токе высокого напряжения (AC); а вторая заключалась в крупномасштабном производстве компанией Томаса Эдисона ламп накаливания низкого напряжения на постоянном токе, предназначенных для применения в закрытых помещениях. В 1886 году система Эдисона столкнулась с новым конкурентом: системой переменного тока, разработанной компанией Джорджа Вестингауза, которая использовала трансформаторы для понижения напряжения, благодаря чему стало возможным использовать переменный ток для освещения закрытых помещений. Использование высокого напряжения в системах переменного тока позволило передавать энергию на значительно большие расстояния от более эффективных крупных электростанций. Так как использование переменного тока быстро распространялось, в начале 1888 года компания Edison Electric Light Company заявила, что высокое напряжение, используемое в системах переменного тока, является опасным, а сама конструкция нарушает патенты, стоящие за их системой постоянного тока.
Весной 1888 года в средствах массовой информации возникли скандалы в связи с участившимися смертями от высоковольтных линий переменного тока, что списывалось на жадность и бессердечность компаний по производству дуговых ламп освещения. В июне того же года нью-йоркский инженер-электрик Гарольд П. Браун утверждал, что компании, устанавливающие освещение на переменном токе, подвергают общественность риску, используя некачественно установленные высоковольтные системы. Браун также утверждал, что переменный ток более опасен, чем постоянный и пытался доказать это, публично убивая животных с помощью обоих видов токов при технической поддержке компании Edison Electric. Также Браун и компания Эдисона дальше сговорились с целью ограничения использования переменного тока, пытаясь протолкнуть законы по жёсткому ограничению установок переменного тока. Они вступили в сговор с главным конкурентом Вестингауза, Thomson-Houston Electric Company, чтобы запитать первый электрический стул от генератора компании Westinghouse.
В начале 1890-х годов напряжённость войны снизилась. Дальнейшие смерти, вызванные линиями переменного тока в Нью-Йорке, заставили электрические компании решить проблемы с безопасностью. Слияния компаний снизили конкуренцию, а компания Edison Electric в 1892 году слилась со своим главным конкурентом, Thomson-Houston, и образовала General Electric. Новая компания контролировала три четверти электротехнического бизнеса США. Westinghouse выиграла тендер на поставку электроэнергии для Всемирной Колумбовой выставки 1893 года, а также в том же году выиграла большую часть контракта на строительство гидроэлектростанции на Ниагарском водопаде; остальная часть контракта была разделена с General Electric. Коммерческие системы распределения электроэнергии постоянным током быстро сокращались в количестве на протяжении всего XX века, но последняя система постоянного тока в Нью-Йорке была отключена в 2007 году.

## Различия

### Генераторы
Генераторы постоянного тока легко подключаются параллельно, необходимо лишь соблюдать полярность. Чтобы подавать в сеть переменный ток, требуется предварительная синхронизация генератора переменного тока с подключаемой энергосистемой.

### Передача энергии на расстояние
При увеличении расстояния повышается суммарное электрическое сопротивление проводов, вследствие чего растут потери на их нагрев. При создании электрической линии, рассчитанной на передачу определённой мощности, существенно снизить потери можно либо снижая электрическое сопротивление проводов (делая их толще или изготавливая их из другого материала), либо повышая напряжение (что приводит к уменьшению силы тока). Чтобы вчетверо снизить потери, приходится либо вчетверо снижать сопротивление, либо вдвое повышать напряжение. Передача энергии на большие расстояния экономически оправдана при использовании высокого напряжения.
Поскольку эффективных способов изменять напряжение постоянного тока в те времена не существовало, в электростанциях Эдисона использовалось напряжение, близкое к потребительскому — от 100 до 200 В. Это не позволяло передавать потребителю большие мощности на значительные расстояния. В результате потребители электрической энергии должны быть расположены на расстоянии, не превышающем 1,5 км от электростанции. Ориентир на постоянный ток не позволял построить мощную электростанцию, снабжающую целый регион, равно как и построить ГЭС в подходящем для этого удалённом месте.
Но в случае использования переменного тока напряжение легко изменяется с помощью трансформаторов, при этом КПД трансформаторов очень высокий, до 99 %. Это даёт возможность передавать ток по высоковольтным магистральным линиям на большие расстояния (сотни километров), предоставляя потребителю электроэнергию через понижающие трансформаторные подстанции.

### Потребители
Изобретённый Эдисоном счётчик электроэнергии, а также выпускавшиеся тогда двигатели работали только на постоянном токе.
Подходящих двигателей переменного тока на момент появления электрических сетей (1880 год) вообще не существовало — лишь в 1888 году Никола Тесла изобрёл асинхронный электродвигатель, что склонило чашу весов на сторону изобретателя и предпринимателя в сфере электроосвещения Вестингауза (основателя компании Вестингауз Электрик Корпорейшн).

### Коммутация
Коммутация проводников постоянного тока, находящихся под нагрузкой, требует более сложных переключателей, так как при размыкании цепи постоянного тока возникает более устойчивая электрическая дуга, чем при размыкании цепей переменного тока.

### Безопасность
Переменный ток быстрее приводит к фибрилляции сердечной мышцы, чем постоянный. При кратковременном контакте с грудной клеткой могут вызывать сбой в работе сердечной мышцы даже сравнительно малые напряжения (порядка 110—230 В, применяемые в быту) но с заметной разницей силы тока (60 мА для переменного, 300—500 мА для постоянного).

## История

### Первые электросети
В 1878 году Эдисон основывает компанию «Эдисон электрик лайт» (сегодня General Electric). К 1879 году закончилась доводка электрической лампочки — одна лампа служила свыше 12 часов. Это число может показаться весьма скромным, но альтернативами в те времена были только свеча, керосиновая лампа и газовое освещение. В 1880 году Эдисон патентует всю систему производства и распространения электроэнергии, которая включала три провода — нулевой, +110 и −110 В (это снижало материалоёмкость при тех же потерях энергии). Одновременно был продемонстрирован невиданный доселе срок жизни лампочки — 1200 часов. Именно тогда Эдисон сказал: «Мы сделаем электрическое освещение настолько дешёвым, что только богачи будут жечь свечи».
В январе 1882 года Эдисон запускает первую электростанцию в Лондоне, а несколькими месяцами позже — в Манхэттене. К 1887 году в США существовало более сотни электростанций постоянного тока, работавших на трёхпроводной системе Эдисона.

### Появление переменного тока
В отличие от Эдисона, который проявил себя неутомимым экспериментатором и умелым бизнесменом, сторонники переменного тока основательно знали математику и физику. Ознакомившись с патентом Эдисона, Джордж Вестингауз обнаружил слабое звено его системы — большие потери мощности в проводах.
В 1881 году Люсьен Голар (Франция) и Джон Гиббс (Великобритания) демонстрируют первый трансформатор, пригодный для работы на высоких мощностях. В 1885 Вестингауз покупает несколько трансформаторов Голара — Гиббса и генератор переменного тока производства Siemens & Halske и начинает эксперименты. Через год начинает работу первая 500-вольтовая ГЭС переменного тока в Грейт-Баррингтоне (штат Массачусетс).
Распространению переменного тока мешало отсутствие соответствующих моторов и счётчиков. В 1882 году Тесла изобретает многофазный электромотор, патент на который был получен в 1888 году. В 1884 году Тесла появляется в США. После года успешной работы Эдисон отказывает Тесле в повышении зарплаты, и Тесла уходит к Вестингаузу. В 1888 году появляется первый счётчик переменного тока.

### Противостояние
Переход на переменный ток должен был стать финансовым поражением Эдисона, который зарабатывал немалую часть денег на патентных отчислениях. Эдисон подал в суд за нарушение более десятка патентов, но суд вынес решение не в его пользу.
Тогда Эдисон занялся чёрным пиаром: публично демонстрируя убийства животных переменным током, рекламировал «безопасное» постоянное напряжение и предостерегал от «опасного» переменного. К тому же примерно в это же время некто Поуп был убит трансформатором с повреждённой изоляцией, стоявшим у него в подвале; это происшествие широко освещалось прессой. Наконец, в 1887 году финансировавшийся Эдисоном инженер Гарольд Браун предложил идею убивать преступников электричеством — разумеется, «опасным» переменным, а не «безопасным» постоянным.
Вестингауз, ярый противник использования электричества для казни, отказался поставлять генераторы переменного тока для этой цели (добывать их пришлось окольными путями), нанял адвокатов приговорённому к казни на электрическом стуле Кеммлеру, который убил свою сожительницу топором. Адвокаты требовали отменить приговор как противоречащий конституции США, запрещающей «жестокие и необычные наказания». Несмотря на их старания, в 1890 году произошла первая казнь на электрическом стуле. Эдисон подкупил газетчика, и на следующий день в газете появилась статья «Вестингауз казнил Кеммлера». Казнь выглядела настолько ужасно, что Вестингауз ответил на это однозначно: «Топором бы у них вышло лучше».
В 1891 году трёхфазная система переменного тока, разработанная М. О. Доливо-Добровольским в компании AEG, была представлена на выставке во Франкфурте-на-Майне. В 1893 году Вестингауз и Тесла выиграли заказ на освещение Чикагской ярмарки 200 тысячами электрических лампочек. В 1896 году компания Вестингауза выиграла тендер на строительство крупнейшей на ту пору электростанции на Ниагарском водопаде. По словам Теслы, «мощности водопада хватит на все США». Чтобы примирить Вестингауза и Эдисона, последнему досталось строительство линии электропередачи, ведущей от электростанции в Буффало — ближайший крупный город.
Ещё одним фактом в пользу переменного тока послужила покупка Эдисоном компании Томсон-Хьюстон, занимавшейся изучением и строительством агрегатов, основанных на переменном токе. Однако Эдисон не собирался отказываться от ориентации на постоянный ток и от чёрного пиара по отношению к переменному. Так, Эдисон заснял и затем широко распространил в прессе кадры казни переменным током слонихи Топси, затоптавшей трёх человек в 1903 году.

### Сворачивание сетей постоянного тока
Электроснабжение постоянного напряжения неохотно сдавало свои позиции. Хотя уже в начале XX века большинство электростанций генерировало переменный ток и систему Эдисона перестали развивать в 1928 году, существовало немало потребителей постоянного тока, для которых использовали преобразователи на ртутных выпрямителях. Электростанции постоянного тока строились вплоть до 1920-х годов. Хельсинки окончательно перешёл на переменный ток в 1940-х годах, Стокгольм — в 1960-х. Тем не менее в США вплоть до конца 1990-х годов существовало 4,6 тыс. разрозненных потребителей постоянного тока. В 1998 году начались попытки перевести их на переменный ток.
С исчезновением в Нью-Йорке последнего потребителя постоянного тока в ноябре 2007 года главный инженер компании «Консолидейтед Эдисон» перерезал символический кабель.
Однако в Сан-Франциско по состоянию на 2012 год остаются 97 островков постоянного тока, обслуживающие от семи до десяти зданий каждый, где к ним подключены раритетные лифты. При этом в работе сохраняются и оригинальные кабели, проложенные около 100 лет назад.

## В кинематографии
- 1980 — художественный фильм «Тайна Николы Теслы»
- 2007 — документальный фильм «Никола Тесла: Властелин мира»
- 2008 — художественный сериал Расследование Мёрдока, 1 сезон, 1 серия «Удар током»
- 2011 — докудрама «Свободная энергия Теслы»
- 2012 — документальный сериал «Люди, построившие Америку»
- 2017 — художественный фильм «Война токов»

### Сторонники переменного тока
- Никола Тесла
- Себастиан Цани де Ферранти
- Джордж Вестингауз
- Чарлз Протеус Штейнмец
- Чарльз Фредерик Скотт
- Джон Морган

### Сторонники постоянного тока
- Томас Алва Эдисон
- Артур Эдвин Кеннели (ассистент Томаса Эдисона)
- Гарольд Браун (изобретатель электрического стула)